# Памукчии (област Шумен)
 Тази статия е за селото в Новопазарско.  За другото българско село с това име вижте Памукчии (Област Стара Загора).  
Памукчѝи е село в Североизточна България, община Нови пазар, област Шумен.

## География
Село Памукчии се намира на около 26 km североизточно от областния център град Шумен, около 6 km север-североизточно от общинския център град Нови пазар и около 58 km изток-югоизточно от град Разград. Разположено е в Източната Дунавска равнина, в югозападното подножие на платото Стана. Надморската височина в центъра на селото е около 220 m, на североизток нараства до около 270 – 290 m, а на юг намалява до около 210 – 230 m. Югоизточно от селото е възвишението Азмантарла (422,6 m), а на около 3 km югоизточно, в парка „Станата“, се намира построения в началото на 2010-те години параклис „Свети пророк Илия“.
Климатът е умерено-континентален. Преобладаващите в землището почви са черноземи и рендзини.
През селото минава второкласният републикански път II-27, водещ на юг до Нови пазар, а на североизток до град Добрич и на изток от него – до град Балчик.
Землището на село Памукчии граничи със землищата на: село Мировци на север; село Сечище на североизток; село Ягнило и село Стан на изток; град Нови пазар на юг; град Плиска на юг (около 50 m граничен участък); село Стоян Михайловски на запад.
Поминъкът на населението е предимно производство на зърнени храни, лозарство, овощарство, овцевъдство, говедовъдство.
Етническият състав на населението на село Памукчии по численост и дял на етническите групи според преброяването през 2011 г. е:
| Етнически групи     | Численост | Дял (в %) |
| Общо                | 1124      | 100       |
| Българи             | 198       | 17.62     |
| Турци               | 854       | 75.98     |
| Цигани              | 61        | 5.43      |
| Други               | ...       | ...       |
| Не се самоопределят | ...       | ...       |
| Неотговорили        | 5         | 0.44      |

Числеността на населението на село Памукчии по данните от преброяванията от 1934 г. насам се променя както следва:
| \| Година на преброяване \| Численост \| \| --------------------- \| --------- \| \| 1934 \| 2045 \| \| 1946 \| 2197 \| \| 1956 \| 2191 \| \| 1965 \| 2167 \| \| 1975 \| 2117 \| \| 1985 \| 2098 \| \| 1992 \| 1358 \| \| 2001 \| 1297 \| \| 2011 \| 1124 \| \| 2021 \| 1009 \| |           |
| Година на преброяване | Численост |
| 1934 | 2045      |
| 1946 | 2197      |
| 1956 | 2191      |
| 1965 | 2167      |
| 1975 | 2117      |
| 1985 | 2098      |
| 1992 | 1358      |
| 2001 | 1297      |
| 2011 | 1124      |
| 2021 | 1009      |

В периода между преброяванията от 1985 г. и 1992 г., през който настъпва срив на числеността на населението на село Памукчии, попада лятото на 1989 г., през което се извършва масово изселване от България в Турция на български граждани от турското етническо малцинство, което изселване е известно като Голямата екскурзия.
Към 15 март 1924 г. в Памукчии има регистрирани: 1964 души по постоянен адрес; 1424 души по настоящ адрес; 1220 души по постоянен и настоящ адрес в същото населено място.

## История
Сведения за селото има в османотурски документи от 1573 г. и 1676 г. под името Памукджъ̀. Селото е в България от 1878 г.

## Религии
В село Памукчии се изповядват ислям и православие.

## Обществени институции
Село Памукчии към 2025 г. е център на кметство Памукчии.
В село Памукчии към 2025 г. има:
- действащо читалище „Просвета -1919 г.“;[12][13]
- действащо общинско основно училище „Христо Ботев“;[14]
- две джамии;[15]
- православна църква „Свети Иван Рилски“;[16][17]
- Целодневна детска градина „Слънчо“;[18]
- пощенска станция.[19]

## Природни и културни забележителности
В селото има местен футболен клуб на име „Зенит“.
В селото има православен храм „Св. Иван Рилски“. Той е последният храм, осветен от Варненско-Преславския митрополит Симеон през 1927 г. Храмът е в добро състояние. Свещеник на селото е прот. Андрей Стефанов от гр. Нови пазар.

## Редовни събития
Всяка година в селото се организира мото събор. Съборът започва на 20 юни продължава до 23 юли. За първи път е организиран през 1939 от „Шуменско пиво“, когато цар Борис III прочита официален манифест и по негово нареждане фестивала става ежегоден.